# 世界革命文学选
《世界革命文学选》是由日本共产党中央委员会文化部于1962年至1970年编辑的丛书。由新日本出版社刊行。
丛书初版为小B6平装，20世纪70年代前期再版时改为32开精装，以《世界革命文学系列》名义出版。此外，丛书在20世纪70年代后期至80年代曾被收录于新日本文库。 

## 出版图书
下面按顺序列出序号、作者国籍、书名、作者姓名、译者姓名、出版日期、主题或关键字 。 
- 1,4 苏联《钢铁是怎样炼成的（上・下）》奥斯特洛夫斯基著、横田瑞穗译、1962-1963 のち文庫
- 2 越南《西北地方故事：越南小说集》苏怀等著、广田重道・大久保昭男译、1962　のち文庫
- 3 日本《没有太阳的街》德永直著、1962.12、共同印刷纠纷　のち文庫
- 5 日本《一九二八年三月十五日·蟹工船·党生活者》小林多喜二著、1963.2　のちそれぞれ文庫
- 6 古巴《贝尔蒂隆166：古巴革命的一天》何塞·索勒·普伊格（西班牙语：José Soler Puig）著、飯田規和译、1963　のち文庫
- 7,8 中华人民共和国《红日（上・下）》吴强著、鹿地亘译、1963
- 9 日本《一九三二年之春·播州平野》宮本百合子著、1963.7　のちそれぞれ文庫
- 10 朝鲜《鴨緑江：朝鮮小説集》朴雄杰 等著、安宇植译、1963
- 11 塞内加尔《塞内加尔的儿子》乌斯曼·塞姆班著、藤井一行译、1963　のち文庫
- 12苏联《白日之星》奧莉加‧伯格霍爾茲（英语：Olga Bergholz）著、角圭子译、1963
- 13,14 中华人民共和国《创业史（上・下）》柳青著、人民文学研究会译、1964
- 15,16苏联《母亲（英语：Mother (novel)）：新译》马克西姆·高尔基著、黑田辰男译、1964　のち文庫
- 17,18 苏联《草原之家》瓦连京·彼得罗维奇·卡塔耶夫著、西尾章二、太田多耕译、1964
- 19,20 中华人民共和国《乘风破浪（上・下）》草明著、南克己等译、1964
- 21 苏联《暴风雨所诞生的》奥斯特洛夫斯基著、稻田定雄译、1965
- 22,23 海地《太陽将軍：醒来的海地（上・下）》杰克斯·斯蒂芬·亚历克西（英语）著、里見三吉译、1965
- 24,25 朝鲜《盖马高原（上・下）》黄健著、安宇植译、1965
- 26 塞内加尔《God's Bits of Wood》乌斯曼·塞姆班著、藤井一行译、1965
- 27 中华人民共和国《李家庄的变迁》赵树理著、三好一・島田政雄译、1966
- 28 越南《不敗之村》阮玉斯著、池上日出夫译、1966.6、越南战争　のち文庫
- 29 美国《義勇兵》史蒂夫·纳尔逊（英语）著、松本正雄译、1966、西班牙内战　のち文庫
- 30 苏联《毁灭》法捷耶夫著、藏原惟人・山村房次译、1966
- 31 希腊《雅典的歌声：现代希腊小说集》哈吉斯等著、道家忠道译、1966
- 32 法国《特洛伊木马》保罗·尼赞著、野泽協译、1967
- 33,34 東德《愛国者（上・下）》博多·乌塞（英语）著、榎本重男等译、1967、抵抗运动　のち文庫
- 35 捷克斯洛伐克《Anna proletár̃ka》伊万·奥尔布拉赫特（英语）著、大沼作人译、1967
- 36,37 羅馬尼亞《一揆（上・下）》利維烏·雷布列亞努（英语）著、依田道子译、1967
- 38 土耳其《罗曼史》纳泽姆·希克梅特著、草鹿外吉译、1967
- 39 朝鲜《战士们》石润基著、慎昌浩译、1967.11
- 40,41 危地马拉《绿之教皇》米格尔·安赫尔·阿斯图里亚斯著、鼓直译、1967.12-1968.1、金吉達
- 42 美国《铁镇（英语：Iron City (novel)）》劳埃德·L·布朗（英语）著、阿部芳雄译、1968.2
- 43,44 苏联《夏伯阳（俄语：Iron City (novel)）》富尔马诺夫著、名越民樹译、1968
- 45 苏联《我的大学》高尔基著、藏原惟人译、1968　のち文庫
- 46 越南《サヌーの森：越南短篇小说集》グエン・チュン・タン等著、大島博光・荒木洋子译、1968.6、越南战争
- 47 巴西《饥饿的道路（英语：Red Field）》若热·亚马多著、神代修译、1968
- 48 印度《两升米：喀拉拉的青春》タカリ・エス・ピライ等著、篠原茂译、1968
- 49,50 阿尔巴尼亚《最后的城市（上・下）》佩特罗·马尔科（英语）著、直野敦译、1969
- 51 法国《巴黎屠杀》让·卡苏（法语：Jean Cassou）著、村上光彥译、1970、巴黎公社

## 相关刊物
新日本出版社还刊行《中国革命文学选》，以相同开本出版《红岩》全15册，但由于日本共产党与中国共产党交恶而停止出版。

## 备注
1. ↑  書名、著者名、译者名、出版日期都可见于国立国会図書館サーチ （页面存档备份，存于）和国立情報学研究所図書・雑誌検索 （页面存档备份，存于）。